# Palu'e
Pour l’article homonyme, voir Palu'e (langue).
Palu'e est une île d'Indonésie située à environ 18 kilomètres au nord de l'île de Florès, dans la mer de même nom. C'est l'une des Petites îles de la Sonde. Administrativement, elle fait partie du kabupaten de Sikka dans la province indonésienne des petites îles de la Sonde orientales.

## Géographie
La superficie de l'île est de 41 km2. Sa population d'environ 10 000 habitants est répartie en huit villages de montagne et parle le palu'e. Il n'y a ni route ni véhicule sur l'île. On gagne Palu'e depuis Maumere dans l'île de Florès, après un voyage de six heures en barque à moteur.

## Volcan
Dans le centre de l'île se trouve le stratovolcan Rokatenda (également appelé Paluweh) qui culmine à 875 mètres d'altitude. Les dernières éruptions importantes se sont produites en 1928 et 1964. Depuis l'automne 2012, il est de nouveau actif. En février 2013, une grave éruption s'est produite avec un nuage de cendres de 4 000 mètres de haut, ce qui a amené de nombreux habitants à quitter l'île. Le 10 août 2013, une nouvelle éruption provoque la mort de six personnes. Deux à trois mille personnes sont évacuées vers l'île voisine de Florès. En raison de l'activité volcanique continue de l'île, les autorités indonésiennes tentent de convaincre les autres résidents de déménager de façon permanente à Florès.